# Канастеро патагонський
Канасте́ро патагонський (Pseudasthenes patagonica) — вид горобцеподібних птахів родини горнерових (Furnariidae). Ендемік Аргентини.

## Опис
Довжина птаха становить 15 см. Дзьоб коротший, ніж у інших представників роду. Над очима світлі «брови». Верхня частина тіла і тім'я коричневі, поцятковані блідо-сірими смужками. Горло біле, поцятковане чорними плямками. Нижня частина тіла бліда, живіт коричнюватий. Хвіст довгий, чорний, на кінці рудуватий. Спів — висока однотонна трель.

## Поширення і екологія
Патагонські канастеро поширені в Аргентинській Патагонії, від провінції Сан-Хуан до провінції Санта-Крус. Вони живуть в сухих чагарникових заростях. Зустрічаються на висоті до 700 м над рівнем моря.